# Chết lâm sàng
Chết lâm sàng là thuật ngữ y học để chỉ việc chấm dứt lưu thông máu và hơi thở, hai tiêu chí cần thiết để duy trì sự sống của con người và nhiều sinh vật khác.  Nó xảy ra khi tim ngừng đập, một tình trạng gọi là ngừng tim.  Thuật ngữ này đôi khi cũng được sử dụng trong nghiên cứu hồi sức.
Ngừng lưu thông máu đã được chứng minh trong lịch sử không thể đảo ngược trong hầu hết các trường hợp.  Trước khi phát minh ra hồi sức tim phổi (CPR), khử rung tim, tiêm epinephrine và các phương pháp điều trị khác trong thế kỷ 20, việc không lưu thông máu (và các chức năng quan trọng liên quan đến lưu thông máu) trong lịch sử được coi là định nghĩa chính thức của cái chết.  Với sự ra đời của các chiến lược này, ngừng tim được gọi là tử vong lâm sàng chứ không đơn giản là tử vong, để phản ánh khả năng hồi sức sau khi ngừng tim.
Khi bắt đầu chết lâm sàng, ý thức con người bị mất trong vòng vài giây.  Hoạt động não đo được dừng lại trong vòng 20 đến 40 giây. Thở hổn hển bất thường có thể xảy ra trong khoảng thời gian đầu này, và đôi khi bị những người cứu hộ nhầm là dấu hiệu cho thấy CPR là không cần thiết.  Trong khi chết lâm sàng, tất cả các mô và cơ quan trong cơ thể đều đặn tích lũy một loại chấn thương gọi là chấn thương do thiếu máu cục bộ.

## Giới hạn của sự đảo ngược
Hầu hết các mô và cơ quan của cơ thể có thể sống sót sau khi chết lâm sàng trong thời gian đáng kể.  Lưu thông máu có thể được dừng lại trong toàn bộ cơ thể bên dưới tim trong ít nhất 30 phút, với tổn thương ở tủy sống là một yếu tố hạn chế.  Các chi bị tách rời có thể được gắn lại thành công sau 6 giờ không lưu thông máu ở nhiệt độ ấm.  Xương, gân và da có thể tồn tại tối đa 8 đến 12 giờ.
Tuy nhiên não dường như tích lũy tổn thương thiếu máu cục bộ nhanh hơn bất kỳ cơ quan nào khác.  Nếu không được điều trị đặc biệt sau khi lưu thông được khởi động lại, việc phục hồi hoàn toàn bộ não sau hơn 3 phút chết lâm sàng ở nhiệt độ cơ thể bình thường là rất hiếm.  Thông thường tổn thương não hoặc tử vong não sau đó sau khi chết lâm sàng lâu hơn ngay cả khi tim được khởi động lại và lưu thông máu được phục hồi thành công.  Do đó chấn thương não là yếu tố hạn chế chính để phục hồi sau khi chết lâm sàng.
Mặc dù mất chức năng là gần như ngay lập tức, không có thời gian cụ thể của cái chết lâm sàng mà não không hoạt động rõ ràng chết.  Các tế bào dễ bị tổn thương nhất trong não, tế bào thần kinh CA1 của hồi hải mã, bị tổn thương nghiêm trọng chỉ trong 10 phút nếu không có oxy.  Tuy nhiên, các tế bào bị thương không thực sự chết cho đến vài giờ sau khi hồi sức.  Cái chết chậm trễ này có thể được ngăn chặn in vitro bằng một phương pháp điều trị bằng thuốc đơn giản ngay cả sau 20 phút mà không cần oxy.  Trong các khu vực khác của não, các tế bào thần kinh của con người khả thi đã được phục hồi và phát triển trong vài giờ nuôi cấy sau khi chết lâm sàng.  Suy não sau khi chết lâm sàng được biết đến là do một loạt các quá trình phức tạp gọi là chấn thương tái tưới máu xảy ra sau khi tuần hoàn máu đã được phục hồi, đặc biệt là các quá trình can thiệp vào lưu thông máu trong giai đoạn phục hồi.  Kiểm soát các quá trình này là chủ đề của nghiên cứu hiện nay.
Năm 1990, phòng thí nghiệm tiên phong hồi sức Peter Safar đã phát hiện ra rằng việc giảm nhiệt độ cơ thể xuống 3 độ C sau khi khởi động lại tuần hoàn máu có thể tăng gấp đôi thời gian hồi phục sau khi chết lâm sàng mà không bị tổn thương não từ 5 phút đến 10 phút.  Kỹ thuật hạ thân nhiệt cố ý này đang bắt đầu được sử dụng trong y học khẩn cấp.  Sự kết hợp của giảm nhiệt độ cơ thể nhẹ, giảm nồng độ tế bào máu và tăng huyết áp sau khi hồi sức đã được tìm thấy đặc biệt hiệu quả cho phép phục hồi chó sau 12 phút chết lâm sàng ở nhiệt độ cơ thể bình thường mà thực tế không có chấn thương não.  Việc bổ sung một phác đồ điều trị bằng thuốc đã được báo cáo cho phép phục hồi chó sau 16 phút chết lâm sàng ở nhiệt độ cơ thể bình thường mà không có tổn thương não kéo dài. Riêng điều trị làm mát đã cho phép phục hồi sau 17 phút chết lâm sàng ở nhiệt độ bình thường, nhưng với chấn thương não.
Trong điều kiện phòng thí nghiệm ở nhiệt độ cơ thể bình thường, thời gian chết lâm sàng lâu nhất của một con mèo (sau khi ngừng tuần hoàn hoàn toàn) sống sót với sự trở lại cuối cùng của chức năng não là một giờ.

## Hạ thân nhiệt khi chết lâm sàng
Giảm nhiệt độ cơ thể, hoặc hạ thân nhiệt trị liệu, trong khi chết lâm sàng làm chậm tốc độ tích lũy chấn thương và kéo dài thời gian mà cái chết lâm sàng có thể sống sót.  Việc giảm tỷ lệ thương tật có thể được xấp xỉ theo quy tắc Q10, trong đó nêu rõ rằng tốc độ phản ứng hóa sinh giảm hai lần cho mỗi lần giảm 10 °C.  Kết quả là, đôi khi con người có thể sống sót sau thời gian chết lâm sàng vượt quá một giờ ở nhiệt độ dưới 20 °C. Tiên lượng được cải thiện nếu tử vong lâm sàng là do hạ thân nhiệt hơn là xảy ra trước đó; vào năm 1999, Anna Bågenholm, một phụ nữ 29 tuổi người Thụy Điển đã mất 80 phút bị mắc kẹt trong băng và sống sót với sự hồi phục gần như hoàn toàn từ nhiệt độ lõi cơ thể 13.7 độ C.  Người ta nói trong y học khẩn cấp rằng "không ai chết cho đến khi họ ấm áp và chết".  Trong các nghiên cứu trên động vật, chúng có thể sống sót đến ba giờ chết lâm sàng ở nhiệt độ gần 0 °C.

## Hỗ trợ sự sống trong khi chết lâm sàng
Mục đích của hồi sức tim phổi (CPR) trong khi ngừng tim là lý tưởng đảo ngược tình trạng chết lâm sàng bằng cách phục hồi lưu thông máu và thở.  Tuy nhiên, có sự khác biệt lớn về hiệu quả của CPR cho mục đích này.  Huyết áp rất thấp trong CPR thủ công, dẫn đến chỉ kéo dài thời gian sống trung bình mười phút.  Tuy nhiên, có những trường hợp bệnh nhân tỉnh lại trong CPR trong khi vẫn bị ngừng tim hoàn toàn.  Trong trường hợp không theo dõi chức năng não hoặc việc trở lại ý thức, tình trạng thần kinh của bệnh nhân trải qua CPR về bản chất là không chắc chắn.  Đó là một nơi nào đó giữa trạng thái chết lâm sàng và trạng thái hoạt động bình thường.
Bệnh nhân được hỗ trợ bởi các phương pháp chắc chắn duy trì đủ lưu thông máu và oxy để duy trì sự sống trong khi ngừng tim và thở, chẳng hạn như phẫu thuật tim phổi, không được coi là chết lâm sàng.  Tất cả các bộ phận của cơ thể ngoại trừ tim và phổi tiếp tục hoạt động bình thường.  Tử vong lâm sàng chỉ xảy ra nếu máy móc cung cấp hỗ trợ tuần hoàn duy nhất bị tắt, khiến bệnh nhân trong tình trạng ngừng lưu thông máu.